# Saint-Léger-Dubosq
Saint-Léger-Dubosq ist eine französische Gemeinde mit 239 Einwohnern (Stand 1. Januar 2022) im Département Calvados in der Region Normandie. Sie gehört zum Arrondissement Lisieux und zum Kanton Cabourg.
Sie grenzt im Nordwesten an Angerville, im Nordosten an Cresseveuille, im Südosten und im Süden an Saint-Jouin und im Westen an Dozulé.

## Bevölkerungsentwicklung

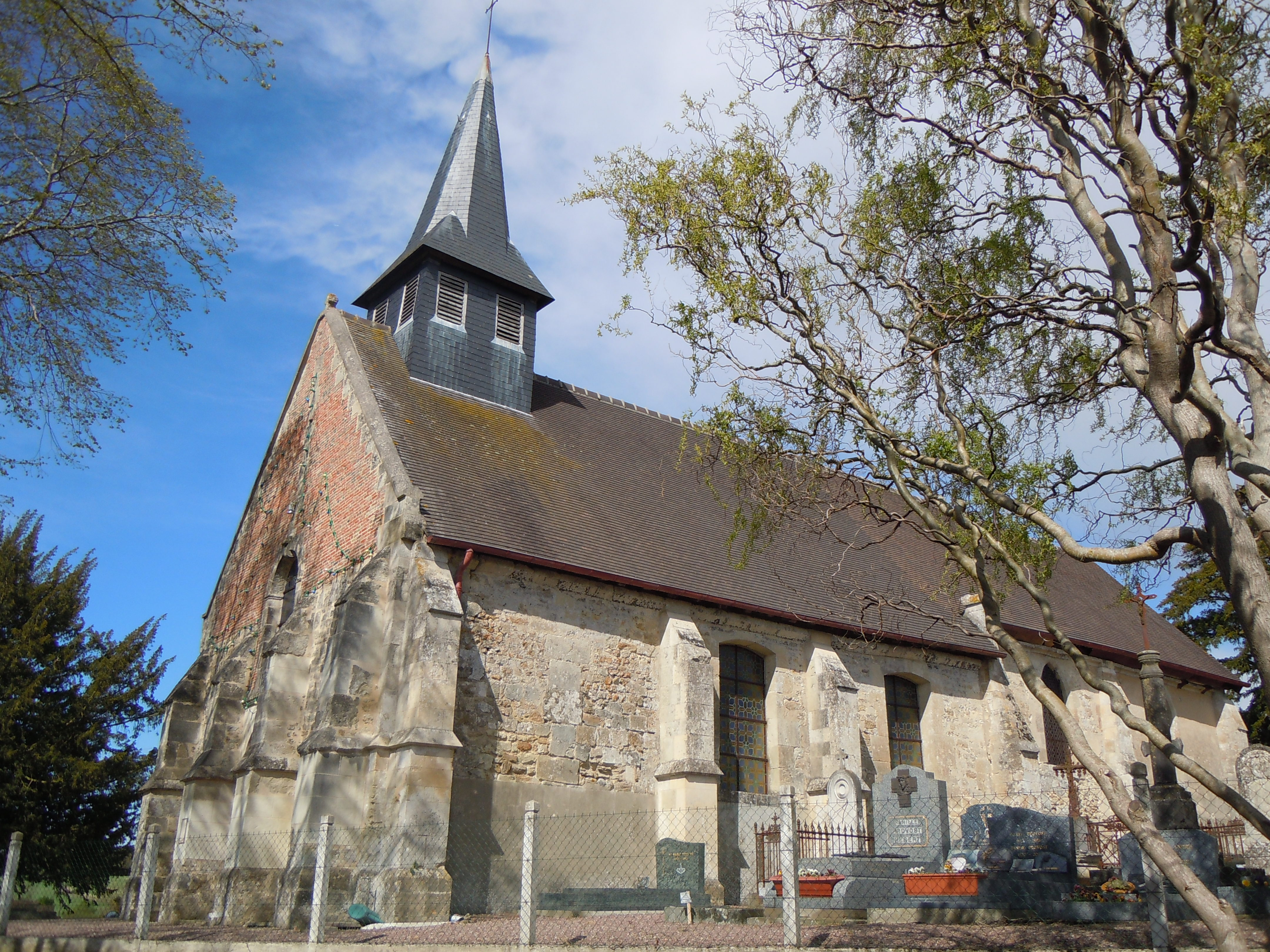
Kirche Saint-Léger

| Jahr      | 1962 | 1968 | 1975 | 1982 | 1990 | 1999 | 2008 | 2015 |
| --------- | ---- | ---- | ---- | ---- | ---- | ---- | ---- | ---- |
| Einwohner | 128  | 104  | 105  | 109  | 130  | 165  | 177  | 168  |